# Zdeněk Konečný
Zdeněk Konečný (Olomouc, 13 agosto 1936) è un ex cestista cecoslovacco.

## Carriera
Con la Cecoslovacchia ha disputato i Giochi olimpici di Roma 1960 e due edizioni dei Campionati europei (1961, 1963).

## Palmarès
- Campionato cecoslovacco: 5

Spartak ZJŠ Brno: 1957-58, 1961-62, 1962-63, 1963-64, 1966-67